# Los Conquistadores (lucha libre)
Los Conquistadores fue un tag team de lucha libre profesional en la World Wrestling Federation, compuesto por los luchadores 1 (Uno) y 2 (Dos). El equipo original fue interpretado por José Luis Rivera y José Estrada, pero varios otros luchadores han usado este gimmick en 2000 y 2003, como The Hardy Boyz y Edge & Christian. La vestimenta original consistía en trajes de spandex con máscaras doradas, pero equipos tardíos variaron las máscaras a un estilo japonés y comenzaron a usar elaboradas hombreras.

## Historia

### Equipo original
El equipo original fue un equipo heel de enmascarados consistente en José Luis Rivera y José Estrada, dos luchadors puertorriqueños (con residencia artística en "algún lugar de Sudamérica") caracterizados por sus trajes dorados de cuerpo entero y sus máscaras del mismo color. Fueron usados como jobbers por equipos como The Killer Bees, The Rockers e incluso otro equipo jobber, The Young Stallions.
El punto culminante de la historia de los Conquistadores fue en su primer y única aparición en un evento, en el 10 Team Elimination Match en Survivor Series 1988, donde los Conquistadors y Powers of Pain fueron los últimos dos equipos en dejar el ring. En el combate, The Powers of Pain y Demolition s enfrentaron entre sí cuando Mr. Fuji traicionó a Demolition y se unió a sus oponentes. Los Conquistadores permanecieron en el ring cinco minutos mientras Powers of Pain y Demolition batallaban fuera. Finalmente, el dúo perdió cuando Mr. Fuji y Barbarian cubrieron a Uno para ganar.
El equipo pasó el año sirviendo como jobbers contra otros equipos, aunque logrando una sorprendente victoria sobre The Rougeau Brothers en Canadá. En 1989, el Conquistador #1 (Rivera) comenzó a actuar en solitario, hasta que ambos dejaron la WWF.

### Apariciones esporádicas

#### 2000
En 2000, Hardy Boyz y Edge & Christian entraron en un feudo, compitiendo en el primer Tables, Ladders, and Chairs Match de la historia. The Hardy Boyz recuperó el Campeonato en Parejas en un Steel Cage Match en Unforgiven. El día siguiente se programó un Ladder Match por los títulos. Además, el comisionado Mick Foley dijo que si Edge y Christian perdían, no volverían a luchar por el título contra Hardy Boyz. En el combate, Hardy Boyz salieron victoriosos.
Cuando los Conquistadors hicieron su sorprendente redebut semanas más tarde, a pesar de vestir el mismo modelo de traje de antaño, actuaban de forma similar a Edge y Christian, una sospecha confirmada cuando los nuevos Conquistadores pidieron enfrentarse a Hardy Boyz por los títulos. Más tarde ganaron una Tag Team Battle Royal en SmackDown! para lograr la oportunidad. Tras el combate, Edge y Christian felicitaron a los Conquistadores; a pesar de ello, el público continuó sospechando que eran ellos los enmascarados.
Su combate por el título fue en No Mercy, donde derrotaron a Hardy Boyz con tácticas similares a las del equipo de Edge & Christian, más concretamente cuando Dos usó un "Unprettier" de Christian para ganar. En backstage, Edge y Christian (que aparentaban haber salido de las duchas momentos antes) desafiaron a los Conquistadores a un combate por el título. En RAW, Edge parecía seguro cuando se dirigía al ring. Sin embargo, tras ver por la titantron a Christian sobre una mesa, Edge se enfrentó solo a los Conquistadores. Edge se sorprendió cuando los enmascarados le derrotaron rápidamente. Tras llegar Christian, los Conquistadores se quitaron las máscaras, mostrando ser Matt y Jeff Hardy. Estos explicaron que habían atacado y suplantado a los luchadores a los que Edge y Christian habían contratado como señuelo para que interpretasen a los Conquistadores y se dejasen vencer, que no eran otros que Christopher Daniels y Aaron Aguilera.
Edge y Christian se quejaron y a causa de ello su victoria previa de la noche fue oficial. Al mismo tiempo, al haber derrotado a los campeones, Hardy Boyz consiguieron de nuevo los títulos. Tras eso, Edge y Christian dejaron los disfraces dorados y la restricción de enfrentarse a los Hardy por el título fue quitada

#### 2003
En la edición del 17 de julio de 2003 en SmackDown! Rob Conway & Nick Dinsmore asumieron los roles de Los Conquistadores en un combate en el que fueron derrotados por Rey Mysterio & Billy Kidman. A diferencia de los originales, Conway y Dinsmore llevaban máscaras azul y dorado con la boca expuesta, similar a la de Último Dragón, junto con hombreras azules.
El 17 de julio de 2003, otro dúo de Conquistadores participó en el APA Invitational Barroom Brawl Match en Vengeance, donde fueron derrotados por APA. En este caso, los luchadores eran Rob Conway y Johnny Jeter, ambos trabajando en la Ohio Valley Wrestling en esa época.

#### 2018
El 8 de octubre de 2018 en la edición de Monday Night Raw, Kurt Angle hizo su regreso bajo el personaje de El Conquistador ganando el “Global Battle Royal” dirigida por "El Alguacil" Baron Corbin para clasificar en el  WWE World Cup, que se celebrará en el PPV WWE Crown Jewel en el King Saud University Stadium en Riad, Arabia Saudí.

## En lucha
- Movimientos finales
  - Falling Fate (Combinación de diving leg drop y diving splash) - Matt Hardy y Jeff Hardy
  - Combinación de slingshot catapult y clothesline - José Luis Rivera y José Estrada
  - Angle Slam (Olympic slam, a veces desde una posición elevada) - Kurt Angle

- Movimientos de firma
  - Combinación de sidewalk slam de Edge y falling inverted DDT de Christian